# Jimmy Floyd Hasselbaink
Jerrel Floyd "Jimmy" Hasselbaink (Paramaribo, 27 de março de 1972) é um treinador e ex-futebolista neerlandês nascido no Suriname que atuava como centroavante. Atualmente está sem clube.

## Carreira

### Como jogador
Após boas passagens por Leeds United e Atlético de Madrid, foi contratado pelo Chelsea no ano de 2000. Destacou-se especialmente nos Blues, onde foi artilheiro da Premier League e viveu a melhor fase da sua carreira. Permaneceu na equipe até 2004, quando foi contratado pelo Middlesbrough. Ainda passou por Charlton Athletic e Cardiff City até se aposentar em setembro de 2008, aos 36 anos.

### Como treinador
Iniciou a carreira de treinador no ano de 2013, no comando do modesto Royal Antwerp, da Bélgica.

## Títulos como jogador
Boavista
- Taça de Portugal: 1996–97
- Supertaça Cândido de Oliveira: 1997

Chelsea
- Supercopa da Inglaterra: 2000
- Troféu Premier League Ásia: 2003

### Artilharias
- Copa do Rei: 1999–00
- Premier League: 1998–99 e 2000–01

## Títulos como treinador
Burton Albion
- Football League Two: 2014–15

### Prêmios individuais
- Treinador do Mês da Football League One: setembro de 2015[3]